# Hilke Raddatz
Hilke Raddatz (* 1941 in Hamburg) ist eine deutsche Cartoonistin, Comiczeichnerin und Illustratorin.

## Leben
Raddatz veröffentlicht Cartoons und Bildergeschichten in verschiedenen Zeitschriften und in Buchform.
Außerdem schreibt und zeichnet sie Kinderbücher. Seit 1979 illustriert sie allmonatlich die Rubrik Briefe an die Leser des Satiremagazins Titanic.
Sie lebt und arbeitet in Hamburg.

## Werke
- Die Warner von Bockenheim. 6 Tage und ein Wochenende mit Pinki, Ingeborg u. Blacky. Beltz und Gelberg, Weinheim / Basel 1980; ISBN 3-407-80301-X
- Helmut, das Erdferkel. Bildergeschichte in 6 Kapiteln. Sauerländer, Aarau / Frankfurt am Main / Salzburg 1980; ISBN 3-7941-2108-2
- Turnen mit Franz. Ein Bildermärchen für Katzen. Jugend und Volk, Wien 1982; ISBN 3-224-11109-7
- Der vorletzte Panda. Eine chinesische Bildergeschichte. Sauerländer, Aarau / Frankfurt am Main / Salzburg 1983; ISBN 3-7941-2487-1
- Wenn der Wal … Eine Bildergeschichte. F. Schneider, München 1988; ISBN 3-505-09715-2
- Die grosse Liebe von Bockenheim. Die 4. Geschichte. Semmel-Verlag, Kiel 1988; ISBN 3-922969-57-7
- Die Punker von Bockenheim und sieben Träume mit Manfred. Semmel-Verlag, Kiel 1988; ISBN 3-922969-61-5
- Der Erpresser von Bockenheim. Eine Bildergeschichte in 15 Kapiteln. Beltz und Gelberg, Weinheim 1989 (3. A.)
- D[okto]r Knaake mit Dieter Mendelsohn. 1979 – 1982. Semmel-Verlag, Kiel 1990; ISBN 3-922969-79-8
- (Illustrationen zu:) Beatrix Novy: Du darfst – aber was? Ein kleines Benimmbuch für unkorrekte Zeiten. Hoffmann und Campe, Hamburg 1996; ISBN 3-455-11133-5.
- Klaus kommt. Pixi-Buch, Serie 123, Nr. 1048. ISBN 3-551-05723-0.

## Auszeichnungen
- 2013: Sondermann-Preis für Komische Kunst[5]
- 2024: Wilhelm-Busch-Preis[6][7]